# Malcolm Kildale
Malcolm James Kildale (Nueva York, 18 de noviembre de 1913 - Farmingdale, 14 de diciembre de 1970) fue un ilustrador, editor y editor de arte estadounidense que se desempeñó, principalmente, en revistas pulp.
Entre sus trabajos destacados se encuentra Magician from Mars, una superheroína de la Edad de oro de las historietas cocreada con John Giunta para Amazing-Man Comics de Centaur Publications. Trabajó para Planet Comics, Classic Comics, Silver Streak Comics y Spitfire Comics entre otras publicaciones.